# Wie dem heiligen Petrus die Haare ausgerupft wurden
Wie dem heiligen Petrus die Haare ausgerupft wurden ist ein litauisches Legendenmärchen (AaTh 791).

## Handlung
Gott, der heilige Petrus und der heilige Paulus kamen einst an ein Bauernhaus, wo gerade eine Hochzeit gefeiert wurde. Gott warnte den heilige Petrus vor den betrunkenen Feiernden, doch dieser wollte unbedingt in dem Haus übernachten, also nahmen sie Quartier und legten sich zusammen in ein Bett, wobei Gott in der Mitte, der heilige Paulus an der Wand und der heilige Petrus ganz vorn lag, um die Musik besser hören zu können. Da suchten die betrunkenen Hochzeitsleute sie auf und zupften dem heiligen Petrus einige Haare aus, woraufhin dieser später, unter dem Vorwand, dass ihm kalt sei, mit Gott den Platz tauschen wollte, was auch erfolgte. Die Betrunkenen kamen jedoch erneut zu ihnen und beschlossen diesmal den Mittleren zu rupfen, sodass es abermals den heiligen Petrus erwischte, der nun mit dem heiligen Paulus die Plätze tauschen wollte, da es ihm in der Mitte angeblich zu heiß sei. Doch die Gerechtigkeit der Betrunkenen gebot es darauffolgend auch denjenigen an der Wand zu rupfen und deshalb wird der heilige Petrus nur mit einem Büschel Haare auf der Stirn gemalt.

## Versionen und Hintergrund
Diese Version des Märchens stammt aus den Folkloristischen Beständen der litauischen wissenschaftlichen Gesellschaft beim Institut für litauische Sprache und Literatur an der Akademie der Wissenschaften der Litauischen SSR und wurde zwischen 1874 und 1890 in Trumpaičiai, Joniškis von dem Sammler M. Slančiauskas aufgezeichnet. In Litauen sind 47 Varianten bekannt. In einer weiteren litauischen Version, rupfen die angetrunkenen Hochzeitsgäste dem heilige Petrus die Haare aus, weil die drei Gäste während der Feier schlafen. Diese Version stammt aus dem Werk Märchen, Sagen, Sprüche (Vilnius 1973) von Surinko Mečislovas Davainis-Silvestraitis, der sie um 1900 im Kreis Raseiniai oder im Kreis Vilnius aufzeichnete. Der deutsche Titel lautet Wie der heilige Petrus seine Haare verloren hat.